# Wollert Konow
Wollert Konow (Fana, 16 agosto 1845 – Fana, 15 marzo 1924) è stato un politico norvegese, primo ministro della Norvegia dal 1910 al 1912.

## Biografia
Figlio dello scrittore e politico norvegese Wollert Konow (1809–1881) e nipote dello scrittore danese Adam Oehlenschläger, nel 1880 viene eletto sindaco di Fana, carica che ricoprirà fino al 1901.
Nel 1877 viene eletto in Parlamento e nel 1891 viene nominato ministro dell'Interno. Ricoprirà anche le cariche di ministro dell'Agricoltura (1898-1902 e 1902-1903) e di presidente dello Storting (1884-1887 e 1897-1899).
Nel 1922 viene nominato membro del Comitato norvegese per il premio Nobel.